# Amy Robsart
Amy Robsart, por matrimonio Amy Dudley (7 de junio de 1532-8 de septiembre de 1560), fue la primera esposa de Robert Dudley, favorito de la reina Isabel I de Inglaterra, y es conocida principalmente porque su muerte se produjo a consecuencia de caer por unas escaleras en circunstancias que con frecuencia se consideraron sospechosas. Fue la única hija legítima de un importante caballero de Norfolk y en 1550, con alrededor de dieciocho años, se casó con Dudley, quinto hijo de John Dudley. 
En 1553, Dudley fue condenado a muerte y encarcelado en la Torre de Londres, y Robsart fue autorizada a visitarlo durante su estancia en prisión. Después de su liberación, la pareja vivió en una situación económica estrecha hasta finales de 1558, cuando Isabel I ascendió al trono y Dudley recibió el nombramiento de Master of the Horse, una importante posición dentro de la corte. La reina pronto se enamoró de él y se hablaba de que Robsart, quien no siguió a su marido a la corte, sufría de una enfermedad y que Isabel tal vez se casaría con su favorito en caso de que la esposa de este muriera. Los rumores crecieron de forma malévola cuando Isabel permaneció soltera, a pesar de la expectativa general de que terminaría por aceptar a uno de sus múltiples pretendientes extranjeros.
Robsart vivió con amistades en diferentes partes del país, aunque tenía su propia casa, y casi nunca veía a su marido. La mañana del 8 de septiembre de 1560 estaba instalada en Cumnor Place, cerca de Oxford, cuando insistió en que sus sirvientes salieran. Más tarde, ese mismo día, fue encontrada muerta al pie de un tramo de escaleras, con el cuello roto y dos heridas en la cabeza. Los hallazgos del médico forense concluyeron que había muerto a causa de la caída de las escaleras; el veredicto fue «mala suerte», muerte accidental.
La muerte de Robsart causó un gran escándalo; sin importar los resultados de la indagatoria, Dudley se convirtió en sospechoso de haber orquestado la muerte de su esposa, una opinión que no comparten la mayoría de los historiadores modernos. Permaneció como el favorito más cercano de Isabel, pero, para cuidar su reputación, la reina no podía correr el riesgo de casarse con él. La leyenda de que Richard Verney, subordinado de Dudley, organizó la violenta muerte de Robsart se divulgó rápidamente; el Leicester's Commonwealth, un famoso e influyente libelo de 1584 contra Dudley, por ese entonces conde de Leicester, perpetuó esta versión de los hechos. El interés en el fatal destino de Robsart se reavivó en el siglo XIX, debido a Kenilworth, una novela de Walter Scott. Las explicaciones modernas de su muerte más ampliamente aceptadas son el cáncer de mama y el suicidio, aunque algunos historiadores investigaron la posibilidad de un homicidio. La evidencia médica del informe forense, encontrado en 2008, es compatible con accidente, suicidio y otros actos de violencia.

## Vida

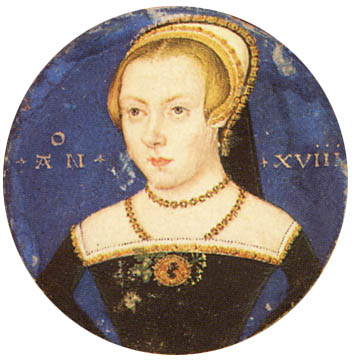
Retrato en miniatura de una dama desconocida, posiblemente Robsart el día de su matrimonio en 1550.

Robsart nació en Norfolk, heredera de un importante caballero agricultor y ganadero, John Robsart de Syderstone, y su esposa, Elizabeth Scott. Creció en la casa de su madre, Stanfield Hall, y al igual que su futuro marido, en un firme hogar protestante. Recibió una buena educación y escribía con mano fina. Tres días antes de cumplir los dieciocho años se casó con Dudley, hijo de John Dudley, conde de Warwick. Robsart y Dudley, que eran de la misma edad, probablemente se encontraron por primera vez unos diez meses antes de la boda. El contrato de boda, de mayo de 1550, especificaba que Robsart heredaría las propiedades de su padre sólo después de la muerte de ambos padres. Después del matrimonio, la joven pareja dependió en gran medida de los regalos de sus padres, sobre todo de los padres de Dudley. Fue un matrimonio por amor, un «matrimonio carnal», como comentaría con desaprobación William Cecil, primer barón de Burghley, uno de los invitados a la boda. El matrimonio se celebró en el palacio real de Sheen el 4 de junio de 1550 y contó con la asistencia de Eduardo VI de Inglaterra.
En esa época, el conde de Warwick, futuro duque de Northumberland, era el hombre más poderoso de Inglaterra, ya que dirigía el gobierno del joven rey Eduardo VI. El matrimonio de su hijo, aunque de ninguna manera era considerado como un premio, era aceptable para fortalecer su influencia en Norfolk. La joven pareja residía la mayor parte del tiempo en la corte o con los suegros de Robsart, en Ely House. En el primer semestre de 1553, vivieron en Somerset House, donde Dudley se desempeñó como cuidador de este gran palacio del Renacimiento. En mayo de ese año, lady Jane Grey se convirtió en cuñada de Dudley y después de su mandato de dos semanas como reina de Inglaterra, Dudley fue condenado a muerte y encarcelado en la Torre de Londres. Permaneció allí de julio de 1553 a octubre de 1554; a partir septiembre de 1553, Robsart fue autorizada a visitarlo «y a quedarse» con él, con el consentimiento del teniente encargado de la torre.
Después de su liberación, Dudley se quedó, en palabras de sus hermanos, «sin nada con que vivir», y la pareja recibió ayuda económica de ambas familias. Su estilo de vida tuvo que seguir siendo modesto, aunque Dudley fue acumulando deudas considerables. John Robsart murió en 1554 y su esposa le siguió a la tumba en la primavera de 1557, lo que significaba que los Dudley podían heredar el patrimonio de la familia Robsart con el permiso de la Reina. Syderstone, la ancestral casa solariega de Robsart, había sido inhabitable por muchas décadas, y la pareja vivía en Throcking, Hertfordshire, en la casa de William Hyde, cuando no estaba en Londres. En agosto de 1557, Dudley fue a luchar por el rey Felipe II de España, rey consorte de Inglaterra, en la Batalla de San Quintín en Francia. Se conserva una carta de negocios de Robsart de esa época, en la que liquida ciertas deudas de su marido en ausencia de éste, «aunque prescindí de molestar a mi señor al respecto antes de su salida, estando él amargamente preocupado por asuntos de peso, y no estando yo totalmente tranquila debido a su repentina partida».
En el verano de 1558, Dudley y Robsart buscaban una residencia adecuada con el fin de establecerse en Norfolk. Sin embargo, no llegaron a encontrar nada antes de la muerte de la reina María I en noviembre de ese año. Tras el ascenso al trono de Isabel I, Dudley se convirtió en Master of the Horse y su lugar estaba en la corte casi en constante asistencia de la reina, Robsart pasó la temporada navideña en Lincolnshire. Para abril de 1559, la reina Isabel estaba enamorada de Dudley, varios diplomáticos informaron que algunas personas en la corte especulaban que la reina se casaría con él, «en caso de que su mujer muriera», ya que Robsart estaba muy enferma de uno de sus pechos. Muy pronto, los observadores de la corte se dieron cuenta de que Isabel nunca permitía que Dudley se apartara de su lado. En la pascua de 1559, Dudley visitó a su esposa en Throcking por un par de días y en mayo de ese año, Robsart llegó a Londres para una estancia de alrededor de un mes, con doce caballos alquilados para la ocasión. El 6 de junio, de Quadra, el nuevo embajador español, escribió que la salud de Robsart había mejorado, pero que ella tenía cuidado con su alimentación. Robsart también hizo un viaje a Suffolk y para el mes de septiembre residía en la casa de Richard Verney, Compton Verney, en Warwickshire.
Para el otoño de 1559, varios príncipes extranjeros competían por la mano de la reina (Enrique de Anjou, futuro rey de Polonia y Francia, el zar Iván IV de Rusia, Eric XIV de Suecia y el mismísimo Felipe II). Indignados por el poco interés de Isabel en su candidato, el embajador español de Quadra y su colega del Sacro Imperio Romano Germánico se informaban mutuamente y a sus superiores que Dudley enviaba veneno a su esposa, que Isabel solo los estaba engañando y que «mantenía a los enemigos de Dudley y al país entretenidos con palabras, hasta que la mala acción de matar a su esposa fuera consumada». Parte de la nobleza también responsabilizaba a Dudley de que Isabel evitara contraer matrimonio y abundaban conspiraciones para asesinarlo. El enviado imperial, impaciente, deseaba que tuvieran éxito. En marzo de 1560, de Quadra informó a Felipe II: «Lord Dudley le dijo a alguien [...] que si vive otro año, estará en una posición muy diferente a la que tiene ahora. [...] Dicen que piensa divorciarse de su esposa». Robsart no había visto a su marido después de su visita a Londres en mayo de 1559. Un viaje que Dudley tenía previsto para visitar a Robsart, así como al resto de su familia, nunca llegó a materializarse. La reina Isabel no permitió que su favorito tuviera en realidad una mujer; según una crónica contemporánea de la corte, «se le mandó que dijera que él no hacía nada con ella cuando iba a verla, cosa que raras veces hacía».
Desde diciembre de 1559, Robsart vivió en Cumnor Place, cerca de Abingdon-on-Thames, en Berkshire —actualmente en Oxfordshire. La casa, un monasterio del siglo XIV que había sido remodelado, fue alquilada por un amigo de los Dudley y posible familiar de Robsart, Anthony Forster. Este vivió allí con su esposa y con la señora Odingsells y la señora Owen, familiares del propietario de la casa. La habitación de Robsart era grande, un suntuoso apartamento en la planta alta, el mejor de la casa, con entrada independiente y una escalera que conducía al aposento. En el patio trasero de la casa había una terraza con jardín, un estanque y un parque para ciervos. Robsart recibía los beneficios del patrimonio familiar directamente en sus manos y en gran parte pagaba sus propios gastos domésticos, que incluían unos diez criados. Regularmente ordenaba vestidos y adornos, como muestran las cuentas y una carta que escribió el 24 de agosto de 1560. También recibía regalos de su marido, quien en junio de 1560 le envió «un sombrero de terciopelo bordado en oro» y 12 pares de zapatos de terciopelo.

## Muerte e investigación
El domingo 8 de septiembre de 1560, día de la feria de Abingdon, Robsart fue encontrada muerta al pie de una escalera en Cumnor Place. Dudley, quien se encontraba en el castillo de Windsor con la reina, se enteró de su muerte por medio de un mensajero el 9 de septiembre y de inmediato escribió a su mayordomo Thomas Blount, quien recién había partido rumbo a Cumnor. Le pidió con impaciencia que averiguara lo que había sucedido y que solicitara una investigación judicial, la cual ya estaba abierta para cuando Blount llegó. Después de hablar con algunas personas, Blount informó a su amo que Robsart se había levantado temprano y que según ellos:

[Lady Dudley] ese día no estaba dispuesta a tolerar que ninguno de los suyos se quedara en casa y su voluntad de que todos se fueran a la feria era tan firme que se mostró muy enojada con cualquiera que adujese motivos para quedarse y se dirigió a la señora Odingsells [...], quien ese día se negaba a ir a la feria, y también se enojó mucho con ella. Pues [la señora Odingsells] dijo que ese no era el día para que asistieran damas [...] A lo cual mi señora respondió que ella podía elegir a donde ir a su gusto, pero que todos los suyos debían irse, y estaba muy enojada. Preguntaron que quién la acompañaría si todos se iban; ella dijo que la señora Owen debería acompañarla durante la cena; la misma historia confirma Picto, quien la ama cariñosamente. Ciertamente mi lord, en el poco tiempo que he estado aquí he oído diversos relatos acerca de ella que me hacen juzgar que era una mujer de extrañas ideas.

La señora Picto era la doncella de Robsart y Thomas Blount le preguntó si pensaba que lo que había sucedido era «desgracia o villanía»:

dijo por su fe que juzgaba el hecho muy inesperado y no realizado por hombre alguno, ni por ella misma. Pues ella, dijo, era una dama buena y virtuosa, que todos los días rezaba de rodillas; y dijo varias veces que la había oído rogar a Dios que la librara de su desesperación. Entonces, le dije, ella podía haber tenido un maléfico juguete en mente [el suicidio]. No, buen señor Blount, dijo Picto, no juzgue así por mis palabras, si así lo infiere, lamento haber hablado de más.

Blount continuaba dándole vueltas al asunto:

Mi lord, es muy extraño que esta desgracia haya caído sobre usted. Sobrepasa el juicio de cualquier hombre definirlo; pero realmente los relatos que he oído me hacen pensar que ella tenía una idea extraña en su fuero interno: como le contaré a mi llegada.

El juez de instrucción y los quince miembros del jurado eran caballeros y prósperos agricultores de la localidad. Unos días más tarde, Blount escribió que algunos de los jurados no eran amigos de Anthony Forster —buena señal de que no «ocultarían alguna falta, si la hubiera»— y que estaban llevando a cabo las diligencias meticulosamente:

ellos son muy reservados, hasta ahora oí un rumor de que no han podido encontrar presunciones de maldad. Y si puedo decirle a su Señoría mi percepción: Pienso que algunos de ellos están apenados por esto, Dios me perdone. [...] Mi propia opinión es mucho más tranquila [...] las circunstancias y tantas cosas de las que he podido enterarme me han convencido de que fue solo la mala fortuna la responsable y nada más.

El presidente del jurado le aseguró a Dudley en una carta que parecía tratarse de un accidente. Para Dudley, quien buscaba con desesperación evitar el daño derivado de lo que llamaba «mi caso», fue un alivio enterarse del inminente resultado; pero creía que «otro grupo importante de hombres honestos» debía realizar una investigación de mayor alcance para llegar «a un mejor conocimiento de la verdad»; este grupo debería incluir a cualquier amigo disponible de lady Robsart y a sus medios hermanos John Appleyard y Arthur Robsart, a quienes había ordenado dirigirse a Cunmor inmediatamente después de la muerte de Robsart. Nada surgió de esta propuesta.
El veredicto del juez de instrucción, pronunciado en el tribunal de Assize local el 1 de agosto de 1561, fue que Robsart «estaba sola en una habitación [...] [y que] por accidente cayó precipitadamente» por la escalera contigua «hasta el fondo de la misma». Sufrió dos lesiones en la cabeza —una «de la profundidad de un cuarto de un pulgar» y la otra «de la profundidad de dos pulgares». También, «por causa de la lesión accidental o de la caída y el propio peso corporal de lady Amy al desplomarse por las mencionadas escaleras» se rompió el cuello, «a cuenta de lo que [...] la misma lady Amy murió allí instantáneamente; [...] y los jurados dicen en su juramento que es así que lady Amy [...] por desgracia, llegó a su muerte y no de otra forma, es lo que son capaces de acordar en el presente [documento]».
Robsart fue sepultada con toda la pompa en la Iglesia de St. Mary, en Oxford, lo que tuvo un costo de aproximadamente 2000 libras. Dudley guardó luto durante unos seis meses pero, como era costumbre, no asistió al funeral, donde los medios hermanos de su esposa, los vecinos, así como las personas destacadas de la ciudad y el condado, desempeñaron el papel principal. La corte guardó luto por más de un mes; Dudley se retiró a su casa en Kew.

## Consecuencias
La muerte de Robsart se presentó en medio de una nueva ola de rumores acerca de la reina y su favorito y causó «graves y peligrosas sospechas y cuchicheos» en el país. Dudley estaba impactado, temo, decía, «la charla maliciosa que sé que utilizará el retorcido mundo». William Cecil, principal secretario de la reina, se sentía amenazado por la posibilidad de que Dudley se convirtiera en rey consorte y él mismo propagó rumores para prevenir la eventualidad. Sabiendo de la muerte de Robsart antes de que se hiciera pública oficialmente, le comentó al embajador español que Dudley y la reina deseaban casarse y estaban a punto de terminar con la señora Dudley por medio de un veneno, dado que «ella estaba enferma [supuestamente], pero no estaba enferma en absoluto». Nicholas Throckmorton, embajador inglés en Francia, también se opuso firmemente a un posible matrimonio de la reina con Dudley e intentó llamar la atención sobre los escandalosos chismes que escuchó en la corte francesa. Aunque Cecil y Throckmorton utilizaron el escándalo para sus propósitos políticos y personales, no creían que Dudley hubiera orquestado la muerte de su esposa.
En octubre, Dudley regresó a la corte y muchos creyeron que venía «con grandes esperanzas de casarse con la reina». El afecto y favoritismo de Isabel hacía él no había disminuido, e importunada por el consejo no solicitado de que evitara un matrimonio con Dudley, declaró que la investigación había demostrado que «el asunto [...] era contrario a lo que se rumoraba» y que «no tocaba su honestidad [de Dudley], ni el honor [de la reina]». Sin embargo, su reputación internacional y su posición en el país se pusieron en peligro por el escándalo, lo que al parecer la convenció de que no podría arriesgarse a un matrimonio con Dudley. Al mismo tiempo, Dudley no se hacía ilusiones sobre su reputación destruida, ni siquiera cuando recibió la notificación de la decisión del jurado: «Se ha hecho la voluntad de Dios; hubiera deseado que me convirtiera en el ser más pobre que se arrastra sobre la tierra, con tal de que este infortunio no me hubiera sucedido». En septiembre de 1561, un mes después de que la sentencia del juez de instrucción fuera aprobada oficialmente, el conde de Arundel, uno de los principales enemigos de Dudley, estudió los testimonios con la esperanza de encontrar pruebas incriminatorias contra su rival.

### John Appleyard
John Appleyard se había beneficiado en cuanto a puestos y rentas desde 1559, gracias al ascenso de su cuñado; sin embargo, no estaba conforme con lo que había obtenido de Dudley, ahora conde de Leicester. En 1567, unas personas se acercaron a él, al parecer en nombre del duque de Norfolk y el conde de Sussex, pidiéndole que acusara a Leicester del asesinato de su esposa a cambio de una recompensa de mil libras en efectivo. Appleyard se negó a cooperar en el complot, aunque afirmó que en los últimos años llegó a creer que su media hermana había sido asesinada. Siempre estuvo convencido de la inocencia de Dudley, pero pensaba que podría haber sido fácil descubrir a los verdaderos culpables. Dijo que en repetidas ocasiones pidió ayuda al conde para este efecto, alegando que el jurado aún no había elaborado el veredicto; Dudley siempre respondió que el asunto debería mantenerse en paz, puesto que el jurado encontró que no hubo ningún asesinato por debido procedimiento de ley. Más adelante, cuando Leicester se enteró de que había un complot en su contra, llamó a Appleyard y después de un furioso enfrentamiento lo echó.
Algunas semanas más tarde el Consejo privado investigó las denuncias contra Norfolk, Sussex y Leicester y Appleyard terminó en la prisión Fleet por un mes. Interrogado por Cecil y un grupo de nobles —entre ellos el conde de Arundel, pero no Dudley—, se le ordenó responder por escrito que lo había movido a implicar «al señor Norfolk, el conde de Sussex y otros, para causar problemas al señor Leicester por la muerte de su esposa» y que lo había movido a decir que «la muerte de la esposa del conde de Leicester» fue «procurada por alguna persona». En lugar de responder, Appleyard se retractó de todas sus declaraciones; él también había pedido ver el informe del forense y, luego de haberlo estudiado en su celda, escribió que era totalmente satisfactorio y que había disipado sus preocupaciones.

### Antiguas teorías y leyendas

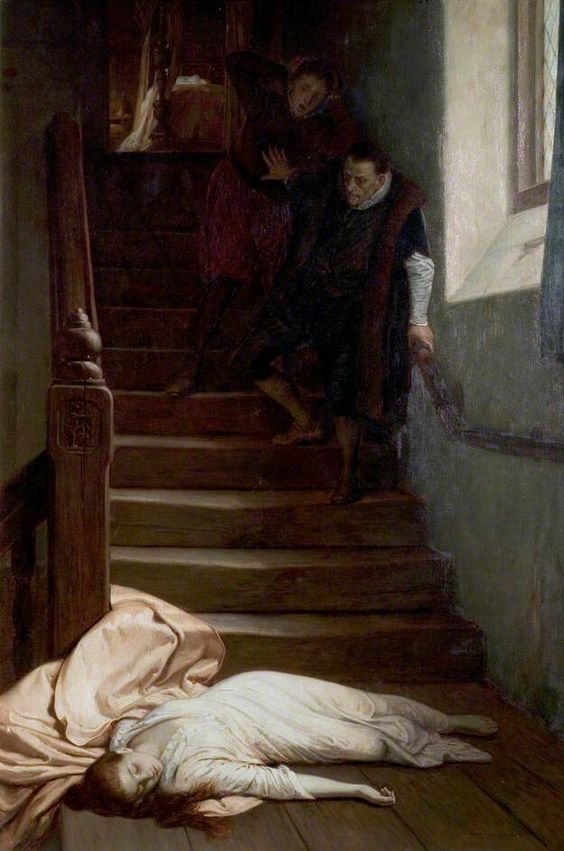
The Death of Amy Robsart (en español: La muerte de Amy Robsart), como la imaginó el artista victoriano William Frederick Yeames.

Desde los primeros años de la década de 1560, existió una leyenda que implicaba a Richard Verney, un caballero de Warwickshire que estaba al servicio de Dudley, en cuya casa Robsart permaneció un tiempo en 1559. Una crónica de 1563, fuertemente sesgada contra la Casa de Dudley y que probablemente fue escrita por el activista protestante John Hales, describe los rumores:

la esposa de lord Robert se rompió el cuello en la casa de Forster en Oxfordshire [...] sus damas de compañía habían ido a una feria. Sin embargo, se pensó que había sido asesinada; ya que sir---Varney estaba allí ese día y mientras ocurrían los hechos fue a la feria y permaneció allí esperando a su siervo, que al fin llegó y le dijo: granuja, ¿por qué te tardaste? Él respondió: ¿Debería haber venido antes de hacerlo? ¿Lo has hecho? Dijo Varney. Sí, dijo el hombre, lo he hecho seguro. [...] Muchas veces antes de que se rumoreara que había sido asesinada por el siervo de lord Robert [...] Verney y varios de sus siervos acostumbraban desde antes de su muerte, desear su muerte, lo que hizo que la gente sospechara lo peor.

La primera versión impresa que hace referencia al asesinato de Robsart apareció en el libelo satírico Leicester's Commonwealth, un notable trabajo de propaganda contra el conde de Leicester escrito por exiliados católicos en 1584. En esta obra, Richard Verney va directamente a Cumnor, obliga a los sirvientes a ir al mercado y le rompe el cuello a Robsart antes de colocarla al pie de las escaleras; el veredicto del jurado es asesinato y ella es enterrada secretamente en la iglesia de la parroquia de Cunmor, para posteriormente exhumarla y volverla a sepultar en Oxford. Verney muere afirmando que «todos los demonios del infierno» lo partieron en pedazos; su siervo —que estaba con él durante el homicidio— fue asesinado en la cárcel por órdenes de Dudley, antes de que pudiera contar la historia.
Incrementados por la considerable influencia del Leicester's Commonwealth, los rumores sobre la muerte de Robsart se convirtieron en una leyenda embellecida por el folklore. En 1608, una tragedia doméstica denominada A Yorkshire Tragedy aludía a la caída de un par de escaleras como una forma fácil para deshacerse de la esposa: «Un político lo hizo», mencionaba la obra. En el siglo XIX, la historia de Robsart se volvió muy popular debido a Kenilworth, una novela de Walter Scott. El villano de la novela nuevamente se llama Varney. La idea de que Robsart fue asesinada adquirió nueva fuerza con el descubrimiento de la correspondencia diplomática española —y con ella los venenosos rumores— por el historiador victoriano James Anthony Froude. Convencido en general de la bajeza de Leicester, concluyó en 1863: «fue asesinada por personas que esperaban beneficiarse de su ascenso al trono [de Dudley]; y Dudley mismo [...] utilizó medios privados [...] para impedir que la búsqueda fuese demasiado extensa». Le siguió el anticuario de Norfolk Walter Rye, con The Murder of Robsart en 1885: aquí primero fue envenenada y entonces, cuando el método falló, fue asesinada por medios violentos. Las fuentes principales de Rye fueron las conversaciones de Cecil con Quadra, alrededor de la fecha de la muerte de Robsart, y, una vez más, Leicester's Commonwealth. Mucho más académico e influyente fue un trabajo de 1870 realizado por George Adlard, Robsart and the Earl of Leycester, que utilizó algunas cartas relevantes y de manera encubierta sugirió el suicidio como explicación. Para 1910, A. F. Pollard estaba convencido de que el hecho de que la muerte de Robsart causara suspicacia «era tan natural como era increíble [...] Pero una inteligencia más infame que la de Elizabeth o incluso la de Dudley, habría percibido que ese asesinato haría imposible el matrimonio [de ellos]».

### Teorías modernas
El informe del forense apareció en los Archivos Nacionales del Reino Unido en 2008 y es compatible con una caída accidental, así como suicidio u otras formas de violencia. En ausencia de los resultados forenses de 1560, comúnmente se asumió que un simple accidente no podía ser la explicación —sobre la base de historias casi contemporáneas que señalaban que Robsart fue encontrada al final de un corto tramo de escaleras con el cuello roto, con el tocado puesto e imperturbable «sobre su cabeza», un detalle que apareció por primera vez como comentario satírico en Leicester's Commonwealth y desde entonces ha sido repetido como un hecho. Gracias al recuento de estas singularidades y a la evidencia de que Robsart estaba enferma, Ian Aird, profesor de medicina, sugirió en 1956 que es posible que padeciera cáncer de mama y que la presencia de metástasis en la columna vertebral podría haber causado que su cuello se rompiera con una tensión limitada, como una caída ligera o incluso por bajar las escaleras. Esta explicación ha ganado una amplia aceptación.
Otra teoría popular ha sido que Robsart se quitó la vida; debido a enfermedad o depresión, su melancolía y «desesperación» es rastreable en algunas fuentes. Como argumento que apoya el suicidio se menciona el hecho de que ella insistió en mandar lejos a sus criados y que Picto, su doncella, Thomas Blount y tal vez el mismo Dudley aluden a la posibilidad.
Algunos historiadores modernos han considerado el asesinato como opción. Alison Weir sugirió tentativamente a William Cecil como organizador de la muerte de Robsart; según ella, si Robsart estaba mortalmente enferma, él tenía el motivo más fuerte para el asesinato y fue el principal beneficiario del escándalo subsecuente. En contra de esta hipótesis se ha argumentado que Cecil no se habría arriesgado a dañar la reputación de Isabel, ni su propia posición. La posibilidad de que Richard Verney matara a Robsart después de largos e infructuosos esfuerzos por envenenarla —con y sin conocimiento de su amo— ha sido revivida por George Bernard y Chris Skidmore sobre la base de que Verney aparece en la crónica de c. 1563 de John Hales —también llamada Journal of Matters of State— y en el libelo de 1584 Leicester's Commonwealth. Esta coincidencia ha sido considerada frecuentemente como una creencia propagada por los chismes, ya que acusar a alguien de envenenar a otro era algo común en el siglo XVI.
George Bernard, Susan Doran y Chris Skidmore han afirmado que Dudley podría haber influido en el jurado. El presidente del jurado, Richard Smith —alcalde de Abingdon entre 1564 y 1565—, había sido miembro del personal de palacio de la princesa Isabel y es descrito como un antiguo «hombre de la reina» y una persona «indecente» en la crónica de Hales, mientras tanto Dudley le regaló a un tal «señor Smith», también considerado «hombre de la reina», algunos materiales para confeccionar un traje en 1566; seis años después de la investigación. Sin embargo, no se ha establecido que Richard Smith y el «señor Smith» de 1566 sean la misma persona y Smith es un nombre «muy común». Susan Doran señaló que cualquier interferencia con el jurado podría explicarse fácilmente por el deseo de encubrir un suicidio más que un asesinato.
Los historiadores más modernos han exonerado a Dudley de asesinato o de encubrimiento. Aparte de otras alternativas para un complot de asesinato como causas de la muerte de Robsart, se ha citado como prueba de inocencia su correspondencia con Thomas Blount y William Cecil los días siguientes; las cartas muestran señales de una mente agitada, haciendo patente su desconcierto y falta de preparación. También se ha juzgado como altamente improbable que hubiera orquestado la muerte de su esposa de una forma que le colocara en el centro de un previsible escándalo.